# Janos Solyom
Janos Solyom, född Sólyom János den 26 oktober 1938 i Budapest, Ungern, död 3 oktober 2017, var en ungersk-svensk konsertpianist, kompositör och dirigent. Ungerska läroanstalter som Bartókkonservatoriet och Lisztakademin lade grunden till Solyoms musikvärld. 1956 lämnade han Ungern och bosatte sig i Sverige. Med undantag för studier i Genève, London och Paris bodde Solyom i Stockholm ända sedan dess.
Janos Solyom var fram till sin död gift med Camilla Lundberg, musikchef på SVT. Han var även farbror till dirigenten Stefan Solyom.

## Priser och utmärkelser
- 1971 – Grammis för Musik av Stenhammar/Liszt i kategorin "Årets seriösa solistproduktion"
- 1978 – Svenska grammofonpriset för albumet Janos Solyom spelar Rachmaninovs Pianokonsert nr 2
- 1981 – Svenska grammofonpriset för albumet Franz Liszt (med Sylvia Lindenstrand, sång)
- 1986 – Litteris et Artibus
- 1993 – Ledamot nr 888 av Kungliga Musikaliska Akademien

## Filmografi
- 1995 – Alfred